# Konosirus punctatus

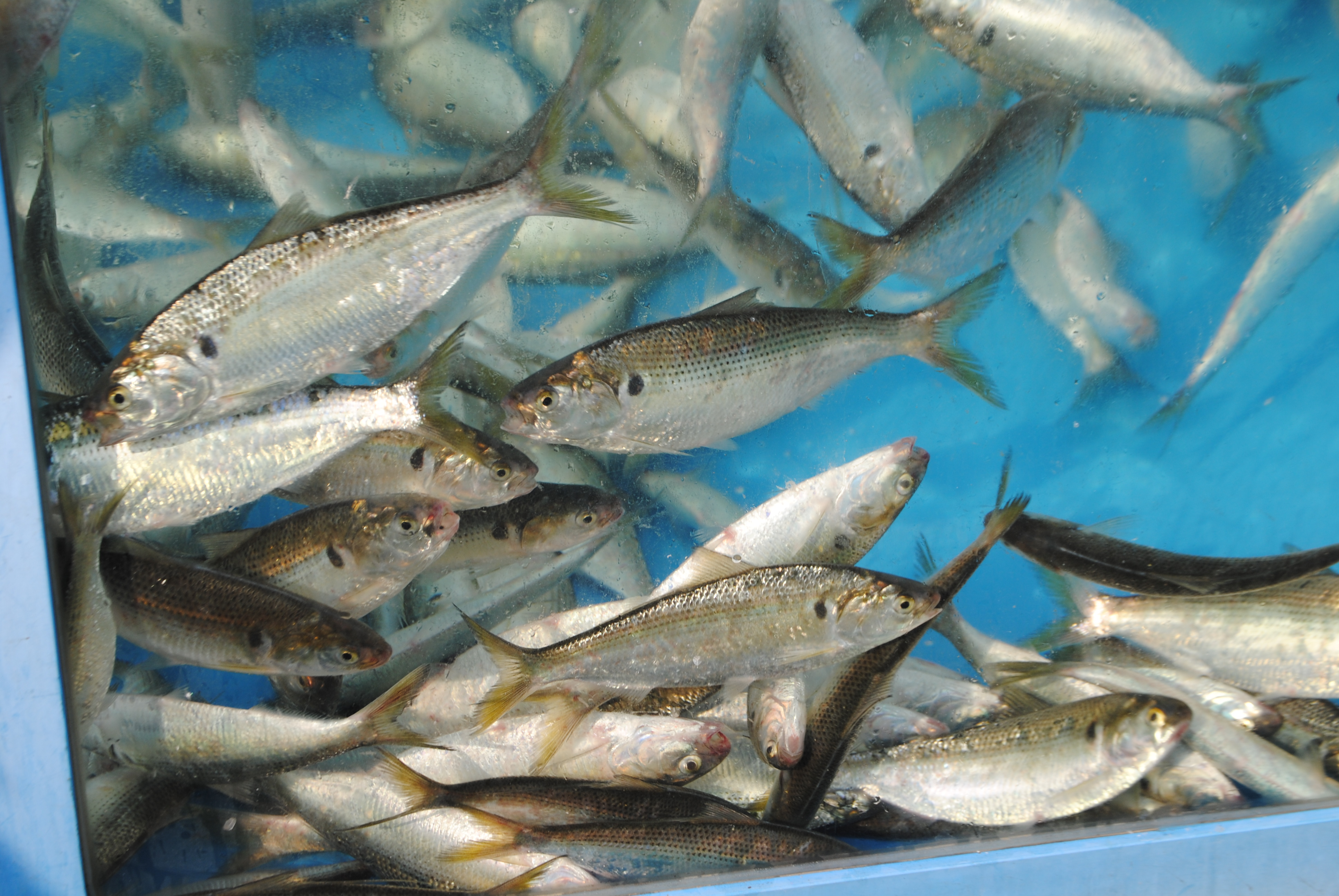
Konosirus punctatus in einem Geschäft

Konosirus punctatus ist eine Heringsart aus der monotypischen Gattung Konosirus.

## Beschreibung
Konosirus punctatus erreicht eine Länge von durchschnittlich 25 cm bis maximal 32 cm. Der Körper ist schlank mit Rundschuppen und die Schnauze leicht hervorstehend. Männchen und Weibchen sind gleich gefärbt. Hinter den Kiemen befindet sich ein dunkler Fleck. Der letzte Strahl der Rückenflosse ist stark verlängert und die Schwanzflosse gegabelt. Die Afterflosse hat 27 bis 192 Weichstrahlen und die beiden Bauchflossen je 8 Weichstrahlen. Die Anzahl der Wirbel liegt zwischen 46 und 51.

## Lebensweise
Die Art lebt entlang Küsten vermutlich bis in 50 m Tiefe. Zum Laichen dringen die Fische auch in Brackwasser in Flussmündungen vor. Im Süden Kyūshūs liegt die Laichzeit im April bis Mai, wobei die Fische währenddessen zweimal oder öfter laichen, um Korea laichen sie im April bis August. Die Eier haben einen Durchmesser von durchschnittlich 1,21 mm. Nach zwei Jahren erreichen die Fische ihre Geschlechtsreife. Sie werden bis zu fünf Jahre alt.

## Verbreitungsgebiet
Die Art ist zwischen 42 °N und 23 °N im Nordwestpazifik (Japanisches Meer, Gelbes Meer, Golf von Bohai, Ostchinesisches Meer und Südchinesisches Meer) verbreitet, entlang der Küsten der koreanischen Halbinsel, Taiwans, Chinas, Nord-Vietnams und des südlichen japanischen Archipels (Kyūshū, Shikoku, Honshū bis 38 °N) mit Ausnahme des äußersten Südens um die Ryūkyū-Inseln.

## Gefährdungsstatus und Nutzung
Die IUCN stuft die Art Stand 2017 als nicht gefährdet (least concern) ein. Sie wird jedoch kommerziell gefischt und beispielsweise um Korea werden abnehmende Fangmengen verzeichnet (von 9.873 t im Jahr 2007 auf 5.767 t im Jahr 2011). Global nahmen die Fangmengen deutlich von 23.707 t im Jahr 1995 auf 4.300 t im Jahr 2016 ab. Auch die Zucht in Aquakulturen war rückläufig von 2.519 t im Jahr 2006 auf 390 t im Jahr 2016.

## Taxonomie
Die Art wurde 1846 von Coenraad Temminck und Hermann Schlegel als Chatoessus punctatus wissenschaftlich erstbeschrieben. Sie ist die einzige Art aus der monotypischen Gattung Konosirus, die 1900 von David Jordan und John Snyder geschaffen wurde.